# 2. česká fotbalová liga 2002/2003
Tento článek vypovídá o 2. nejvyšší fotbalové soutěži v Česku – o jejím desátém ročníku. O ročníku 2002/03.
| Poř. | Tým                        | Z  | V  | R  | P  | VG | OG | B  |
| ---- | -------------------------- | -- | -- | -- | -- | -- | -- | -- |
| 1.   | FC Viktoria Plzeň          | 30 | 19 | 5  | 6  | 56 | 31 | 62 |
| 2.   | SFC Opava                  | 30 | 17 | 9  | 4  | 51 | 26 | 60 |
| 3.   | AC Sparta Praha „B“        | 30 | 13 | 9  | 8  | 35 | 23 | 48 |
| 4.   | FC MUS Most 1996           | 30 | 12 | 11 | 7  | 36 | 23 | 47 |
| 5.   | FC Vítkovice               | 30 | 13 | 8  | 9  | 38 | 27 | 47 |
| 6.   | FK Mladá Boleslav          | 30 | 12 | 10 | 8  | 35 | 27 | 46 |
| 7.   | FC Vysočina Jihlava        | 30 | 13 | 5  | 12 | 43 | 33 | 43 |
| 8.   | FK Kunovice                | 30 | 10 | 12 | 8  | 35 | 32 | 42 |
| 9.   | SC Xaverov Horní Počernice | 30 | 13 | 2  | 15 | 44 | 56 | 41 |
| 10.  | 1. HFK Olomouc             | 30 | 9  | 11 | 10 | 39 | 39 | 38 |
| 11.  | SK Sigma Olomouc „B“       | 30 | 10 | 6  | 14 | 38 | 41 | 36 |
| 12.  | FK AS Pardubice            | 30 | 9  | 9  | 12 | 39 | 46 | 36 |
| 13.  | SK Spolana Neratovice      | 30 | 6  | 13 | 11 | 26 | 30 | 31 |
| 14.  | SK LeRK Prostějov          | 30 | 8  | 7  | 15 | 30 | 47 | 31 |
| 15.  | FC Chomutov                | 30 | 7  | 4  | 19 | 34 | 65 | 25 |
| 16.  | FC Group Dolní Kounice     | 30 | 5  | 7  | 18 | 26 | 59 | 22 |

## Soupisky mužstev
(v závorce za jménem je počet utkání a branek)

### FC Viktoria Plzeň
Sorin Colceag (30/0),
Martin Ticháček (1/0) –
Milan Barteska (29/6),
Zdeněk Bečka (27/1),
Jindřich Bittengl (2/0),
Martin Černoch (22/5),
Pavel Fořt (23/15),
Radek Görner (3/0),
Róbert Jež (24/3),
Michal Káník (23/4),
Petr Kašťák (5/1),
Petr Knakal (9/0),
Miloslav Kousal (13/2),
Ondřej Král (3/0),
David Limberský (15/0),
Roman Nohavica (5/0),
Josef Parlásek (1/0),
Michal Petrouš (4/0),
Václav Pěchouček (4/0),
Petr Podzemský (28/2),
Saša Sabljak (3/0),
Petr Smíšek (28/13),
Marek Smola (25/0),
Vlastimil Svoboda (10/0),
Petr Šíma (4/0),
Martin Švejnoha (22/0),
Jan Zakopal (26/1),
Ondřej Zapoměl (18/2) –
trenéři Petr Rada (1.–10. kolo) a Zdeněk Michálek (11.–30. kolo)

### SFC Opava
Jiří Bobok (1/0/0),
Petr Vašek (30/0/13) –
Jan Baránek (30/3),
Lukáš Černín (14/0),
Pavel Devátý (9/0),
Alex José dos Santos (19/6),
David Gill (3/0),
Michal Hampel (10/2),
Pavel Harazim (28/0),
Zdeněk Holý (26/2),
Radek Jašek (10/0),
Lukáš Jiříkovský (10/1),
Tomáš Kretek (1/0),
Jiří Krohmer (15/0),
Daniel Kutty (17/1),
Alejandro Damián Mena (8/0),
František Metelka (28/2),
David Mikula (14/0),
Peter Murinčák (2/0),
Zbyněk Pospěch (24/9),
Dušan Půda (5/0),
Aleš Rozsypal (23/3),
Miroslav Sečen (18/0),
Jefthon Ferreira de Sena (24/2),
Petr Švancara (27/20),
Ondřej Švejdík (1/0),
Roman Veselý (7/0) –
trenér Karel Jarůšek

### AC Sparta Praha „B“
David Bičík (10/0),
Jaromír Blažek (2/0),
Petr Kouba (7/0),
Michal Špit (11/0) –
Patrice Abanda (27/2),
Peter Babnič (8/0),
Miroslav Baranek (3/0),
Danijel Cesarec (17/7),
Tomáš Čížek (6/2),
Filip Dort (14/1),
Radek Dosoudil (6/0),
Jan Flachbart (7/0),
Radek Hochmeister (13/1),
Jan Holenda (11/1),
Radim Holub (10/3),
Jiří Homola (2/1),
Igor Hrabáč (9/1),
Marek Jarolím (9/1),
Tomáš Jun (4/1),
Marek Kincl (5/0),
Martin Klein (19/1),
David Kopta (21/0),
Miroslav Krulich (8/0),
Vladimír Labant (1/0),
Luboš Loučka (25/0),
Radek Mynář (20/2),
Josef Obajdin (4/3),
Pavel Pergl (2/0),
Martin Petráš (1/0),
Vladimír Pokorný (15/3),
Michal Pospíšil (3/1),
Tomáš Rada (17/0),
Jan Rajnoch (3/0),
Tomáš Sivok (4/0),
David Střihavka (7/0),
Jan Svátek (12/0),
Radek Šírl (1/0),
Josef Vašata (7/0),
Ladislav Volešák (4/0),
Pavel Zavadil (11/1),
Lukáš Zelenka (1/0),
Michal Zelenka (27/1),
Michael Žižka (10/0) –
trenér Václav Kotal

### FC MUS Most
Michal Kýček (30/0) –
Petr Bernas (1/0),
Radek Drulák (10/1),
Marek Endl (27/0),
Josef Hamouz (25/1),
Tomáš Jakus (5/2),
Jiří Jedinák (5/0),
Pavel Košťál (28/1),
František Koubek (14/3),
Lukáš Kreuz (13/2),
Lubomír Langer (21/5),
Tomáš Michal (4/0),
Radomír Müller (2/0),
Tomáš Pilař (25/3),
Tomáš Poláček (26/2),
Libor Polomský (27/3),
Jan Procházka (21/2),
Michal Salák (19/5),
Petr Sedlák (18/1),
Jaroslav Škoda (28/3),
Michal Vašák (27/1),
Petr Zábojník (24/1),
Lukáš Zdražil (10/0) –
trenér Michal Zach

### FC Vítkovice
Tomáš Grigar (23/0),
Marián Kello (7/0) –
Miroslav Černý (25/7),
Radim Derych (17/1),
Jindřich Dohnal (28/2),
Tomáš Freisler (27/1),
Tomáš Hejdušek (3/0),
Miroslav Kaloč (24/2),
Daniel Kaspřík (19/5),
Marek Kloupar (8/1),
Jaroslav Kolínek (11/1),
Ondřej Kušnír (1/0),
Jaroslav Laub (25/1),
Pavel Malcharek (19/2),
Josef Mikula (9/0),
Tomáš Mikulenka (26/0),
David Mydlo (5/0),
Lubomír Němec (11/0),
Radek Pilař (28/1),
Milan Prčík (10/0),
Martin Rozhon (26/9),
Ondřej Smetana (23/3),
Petr Strnadel (4/0),
David Šmahaj (10/0),
Aleš Vojáček (27/0) –
trenér Lubomír Vlk

### FK Mladá Boleslav
Libor Macháček (21/0),
Miroslav Miller (11/0) –
Roman Bednář (23/7),
Miroslav Boniatti (5/0),
Tomáš Cigánek (23/5),
Martin Čupr (27/2),
David Gögh (23/2),
Jan Gruber (11/2),
Lukáš Hodan (17/0),
Michal Hýbner (13/0),
František Jakubec (10/0),
Tomáš Janoviak (2/0),
Petr Krátký (13/1),
Karel Kroupa (24/3),
Tomáš Kulvajt (27/4),
Marek Matějovský (4/0),
Martin Mrvík (1/0),
Lukáš Novotný (3/0),
Václav Paleček (20/2),
Petr Pokorný (22/0),
Tomáš Procházka (26/0),
Tomáš Sedláček (26/5),
Jan Skoupý (19/0),
Jaromír Šmerda (25/0),
Adrian Vizingr (17/2),
Tomáš Zeidler (1/0) –
trenéři Vlastimil Petržela (1.–15. kolo) a Martin Pulpit (16.–30. kolo)

### FC Vysočina Jihlava
Jiří Bartoš (11/1/4),
Martin Bílek (3/0/1),
Michal Vorel (17/0/5) –
Pavel Bartoš (30/1),
Petr Baštař (18/4),
Vít Brabec (5/0),
Daniel Bratršovský (15/0),
Petr Fousek (2/0),
Aleš Frolda (7/1),
Petr Gottwald (9/0),
Aleš Hošťálek (15/3),
Roman Juračka (15/0),
Michal Kadlec (22/0),
Tomáš Kaplan (27/6),
David Kotrys (18/1),
Alexander Kovář (9/0),
Michal Lovětínský (2/0),
Jiří Malínek (11/1),
Michal Pacholík (22/2),
Vladimír Peška (1/0),
Aleš Ryška (15/1),
Lubomír Slavík (6/2),
Ladislav Šebek (14/1),
Ondřej Šourek (21/2),
Lukáš Vaculík (4/0),
Vladimír Vácha (1/0),
Karel Večeřa (26/7),
Michal Veselý (30/2),
Petr Vladyka (29/6),
Martin Zimčík (5/0) –
trenéři Miloslav Machálek (1.–8. kolo) a Roman Pivarník (9.–30. kolo)

### FK Kunovice
Michal Kosmál (29/0),
Jan Zubík (1/0) –
René Bábíček (16/0),
Rudolf Bíly (28/2),
Petr Faldyna (28/12),
Aleš Chmelíček (15/2),
Václav Jordánek (11/1),
Jaroslav Josefík (29/0),
David Kopčil (29/4),
Marek Kučera (27/0),
Petr Lukeš (10/3),
Daniel Máčala (27/3),
Pavel Mačuda (28/1),
Lukáš Matůš (24/5),
Jan Míl (8/0),
Jan Obenrauch (2/0),
Jiří Řezník (14/0),
Roman Šimeček (21/0),
Pavel Velecký (9/0),
Jiří Vojtěšek (20/1),
Libor Zapletal (22/1),
Pavel Žák (9/0) –
trenér Lubomír Blaha st.

### SC Xaverov Horní Počernice
Michal Čaloun (13/0),
Jakub Domlátil (1/0),
Václav Marek (9/0),
Petr Víšek (11/0) –
Pavel Bartoš (30/5),
Jozef Csölle (10/0),
Martin Frýdek (29/8),
Josef Galbavý (29/4),
Miroslav Hendrych (14/0),
Petr Homola (1/0),
Jindřich Jirásek (17/0),
Dalibor Karnay (28/5),
Roman Kolín (12/0),
Jan Kopaňko (5/1),
Matej Krajčík (13/3),
Jaroslav Ložek (29/0),
Aleš Majer (14/0),
Lukáš Marek (27/1),
Jakub Mlejnek (1/0),
Lubomír Myšák (25/10),
Jan Penc (9/0),
Jan Rajnoch (10/1),
Milan Šafr (15/1),
Michal Šimeček (14/1),
Radek Šindelář (28/2),
Vít Turtenwald (14/2) –
trenér Juraj Šimurka

### 1. HFK Olomouc
Miroslav Hrdina (15/0),
Marek Janků (2/0),
Aleš Kořínek (13/0) –
Michal Florian (2/0),
Jiří Gába (15/2),
Martin Guzik (9/1),
Jiří Henkl (27/0),
Tomáš Hykel (2/0),
Marek Kaščák (26/2),
Rostislav Kaščák (28/0),
Jiří Krohmer (15/3),
Ivo Lazarov (1/0),
Ivo Lošťák (27/4),
Ondřej Lukáš (14/1),
Karel Maceček (2/0),
Milan Macík (8/0),
David Mydlo (15/5),
Emil Nečas (21/1),
Tomáš Pavlinský (11/0),
Lubomír Pinkava (24/5),
Petr Ploszek (3/0),
Milan Prčík (10/0),
Radek Řehák (11/0),
Michal Spáčil (15/4),
Jan Stráněl (1/0),
Bohuslav Šnajdr (23/0),
Zdeněk Štěpanovský (23/1),
Petr Voral (9/0),
Daniel Zavadil (14/2),
Luděk Zdráhal (24/6) –
trenéři Bohuš Keler (1.–8. kolo) a Miloslav Machálek (9.–30. kolo)

### SK Sigma Olomouc „B“
Tomáš Černý (12/0),
Todor Kjučukov (18/0),
Peter Kmecik (1/0) –
David Čep (20/0),
Jaroslav Černý (1/0),
Martins Ekwueme (6/1),
Paschal Ekwueme (6/1),
Jiří Gába (8/0),
Tomáš Glos (25/0),
Tomáš Hrdlovič (1/0),
Michal Hubník (15/1),
Roman Hubník (10/1),
Martin Hudec (14/3),
Jiří Jemelka (1/0),
Ondřej Jorda (2/0),
Václav Jordánek (13/0),
Petr Kobylík (3/0),
Jakub Kolář (4/0),
Martin Komárek (1/0),
Ivo Krajčovič (26/2),
Stanislav Krpec (24/5),
Miroslav Laštůvka (15/2),
David Macháček (19/1),
Tomáš Mazouch (24/3),
Vadimas Petrenko (1/0),
Jaroslav Prekop (3/0),
Martin Pulkert (9/0),
Pavel Putík (2/0),
Tomáš Randa (1/0),
David Rojka (8/0),
David Rozehnal (1/0),
Filip Rýdel (11/0),
Tomáš Řehák (8/1),
Vojtěch Schulmeister (15/0),
Patrik Siegl (1/0),
Michal Spáčil (14/3),
Michal Ševela (20/5),
Aleš Škerle (4/0),
Radek Špiláček (2/0),
Lubomír Štrbík (12/1),
Radek Švrčina (4/0),
Aleš Urbánek (1/0),
Stanislav Vlček (1/0),
Martin Vyskočil (23/5),
Pavel Zbožínek (2/0) –
trenér Zdeněk Psotka

### FK Atlantic Slovan Pardubice
Jiří Bertelman (4/0),
Pavel Raba (18/0),
Martin Slavík (4/0),
David Šimon (5/0) –
Lukáš Adam (20/4),
Milan Bakeš (28/0),
Aleš Bednář (12/2),
Libor Bosák (28/4),
Adam Brzezina (29/7),
Radek Bukač (18/2),
Jiří Černohubý (7/0),
Radek Dolejský (28/0),
Michal Hýbner (14/3),
Miroslav Jirka (14/1),
Jiří Kaciáň (20/1),
Josef Kaufman (8/0),
Michal Kocourek (2/1),
Tomáš Kroulík (1/0),
Jakub Mejzlík (15/1),
Pavel Němeček (18/1),
Marián Palát (20/0),
Petr Pavlík (28/8),
Libor Púčala (1/0),
Jan Šimáček (1/0), 
Radek Šourek (25/3),
Petr Švach (10/1),
Martin Třasák (4/0),
Pavel Vrba (27/0),
Milan Vrzal (5/0) –
trenéři Martin Pulpit (1.–15. kolo) a Milan Šíp (16.–30. kolo)

### SK Spolana Neratovice
David Allert (1/0),
Václav Winter (29/0) –
Jiří Bílek (23/1),
Daniel Brožek (5/0),
Tomáš Buldra (25/1),
Jiří Derco (22/1),
Jiří Dozorec (30/6),
Tomáš Fingerhut (19/1),
David Fukač (4/0),
Michal Hájek (12/0),
Zdeněk Houštecký (12/1),
Lukáš Hrabák (30/1),
Pavel Janeček (26/1),
Jaroslav Králík (1/0),
Marek Mucha (28/4),
Viktor Müller (30/0),
Lukáš Novotný (23/1),
Daniel Rygel (12/0),
Juliano Salomao (11/2), 
Jan Trousil (29/4),
Michal Valenta (1/0),
Jaroslav Vrábel (23/1),
Michal Záhorec (14/1) –
trenér Luděk Kokoška

### SK LeRK Prostějov
Jan Bumbál (16/0),
Radovan Krása (14/0) –
Vladimír Bárta (10/0),
Miroslav Boniatti (12/0),
Milan Boušek (18/3),
Tomáš Cigánek (3/0),
Zdeněk Houšť (26/1),
Radek Janeček (2/0),
Tomáš Janoviak (22/4),
Jaroslav Kopecký (15/0),
Michal Kopecký (26/1),
Petr Krátký (3/0),
Radek Kreml (12/0),
Lukáš Krobot (11/0),
Jiří Liška (25/1),
Martin Lukšík (18/4),
Jan Míl (9/1),
Jan Navrátil (22/4),
Zdeněk Opravil (26/2),
Tomáš Robenek (9/0),
Jaroslav Svozil (20/0),
Petr Tichý (25/1),
Viktor Vaculín (16/0),
Ivo Zbožínek (28/5),
Jiří Zbožínek (7/1) –
trenéři Jiří Vaďura (1.–7. kolo), Zdeněk Dembinný (8.–15. kolo) a Jiří Fryš (16.–30. kolo)

### FK Chomutov
Jan Četverik (21/0),
Tomáš Chodura (9/0) –
Luděk Altman (21/1),
Petr Benát (21/0),
Václav Budka (26/3),
Ladislav Doksanský (28/2),
Pavel Džuban (20/1),
David Filinger (21/4),
Damir Grlić (10/1),
Roman Harvatovič (20/2),
Martin Hruška (15/1),
Jan Hyneš (2/0),
Jiří Kostečka (27/1),
Martin Maděra (11/2),
Martin Pěnička (28/1),
Jan Poláček (15/2),
Emil Rilke (13/3),
Miroslav Rišian (13/0),
Vlastimil Ryška (14/0),
Václav Sedlák (13/2),
Martin Sigmund (9/0),
Petr Strouhal (25/2),
Peter Štyvar (25/5),
Daniel Tichý (3/0) –
trenér Džimis Bekakis

### FC Group Dolní Kounice
David Galla (27/0),
Bronislav Polášek (5/0) –
Jiří Brychta (22/0),
Daniel Břežný (15/2),
Tomáš Čožík (13/0),
Marián Dudáš (12/1),
Michal Elsner (2/0),
Marián Farbák (12/1),
Petr Gottwald (13/0),
Jan Gruber (5/0),
Roman Hendrych (13/2),
Patrik Holomek (29/4),
Radim Chmelíček (23/2),
Martin Janíček (9/0),
Martin Jeřábek (2/0),
David Kalivoda (14/1),
Miroslav Kamas (6/0),
Peter Kaňa (16/1),
Jiří Kopunec (17/5),
Gökmen Kore (12/2),
Jaroslav Kouřil (29/0),
Libor Němec (16/0),
Jiří Pospíšil (15/2),
Oldřich Rek (8/0),
Petr Schwarz (12/2),
Marek Suchánek (1/0),
David Šmehlík (10/0),
Lambert Šmíd (9/1),
Zdeněk Valnoha (13/0),
Petr Vlček (11/0),
Lukáš Zelníček (12/0) –
trenéři Jiří Fryš (1.–9. kolo), Roman Kotol (10.–15. kolo) a Petr Čuhel (16.–30. kolo)